# Volkswagen T7
Volkswagen T7 — сьоме покоління мінібусів та фургонів Volkswagen Transporter. 
З сьомого покоління VW Transporter й VW Multivan це технічно різні автомобілі, засновані на різних платформах різних виробників.

## Multivan T7
Volkswagen Nutzfahrzeuge представили T7 як Multivan (заводський індекс Typ ST) 10 червня 2021 року, як модель 2022 року. Він заснований на модульній поперечній платформі MQB Evo і доступний у двох довжинах (4,98 або 5,18 метра). Вперше пропонується плагін-гібридна версія. T6.1 продовжував вироблятися у виді фургону й залишався у продажу до 2023 року. Т7 нижчий, ніж Т6; З його висотою 1,90 метра він може проїхати до більшості гаражів. Порівняно з T6 значення Cx було покращено з 0,35 до 0,30, а фронтальна площа зменшена приблизно на п'ять сантиметрів, тому опір повітря нижчий, що зменшує викиди CO2 до 28 г на кілометр. Крім того, центр ваги автомобіля знаходиться нижче. Підлога в Т7 на 7 см глибша, ніж у Т6.

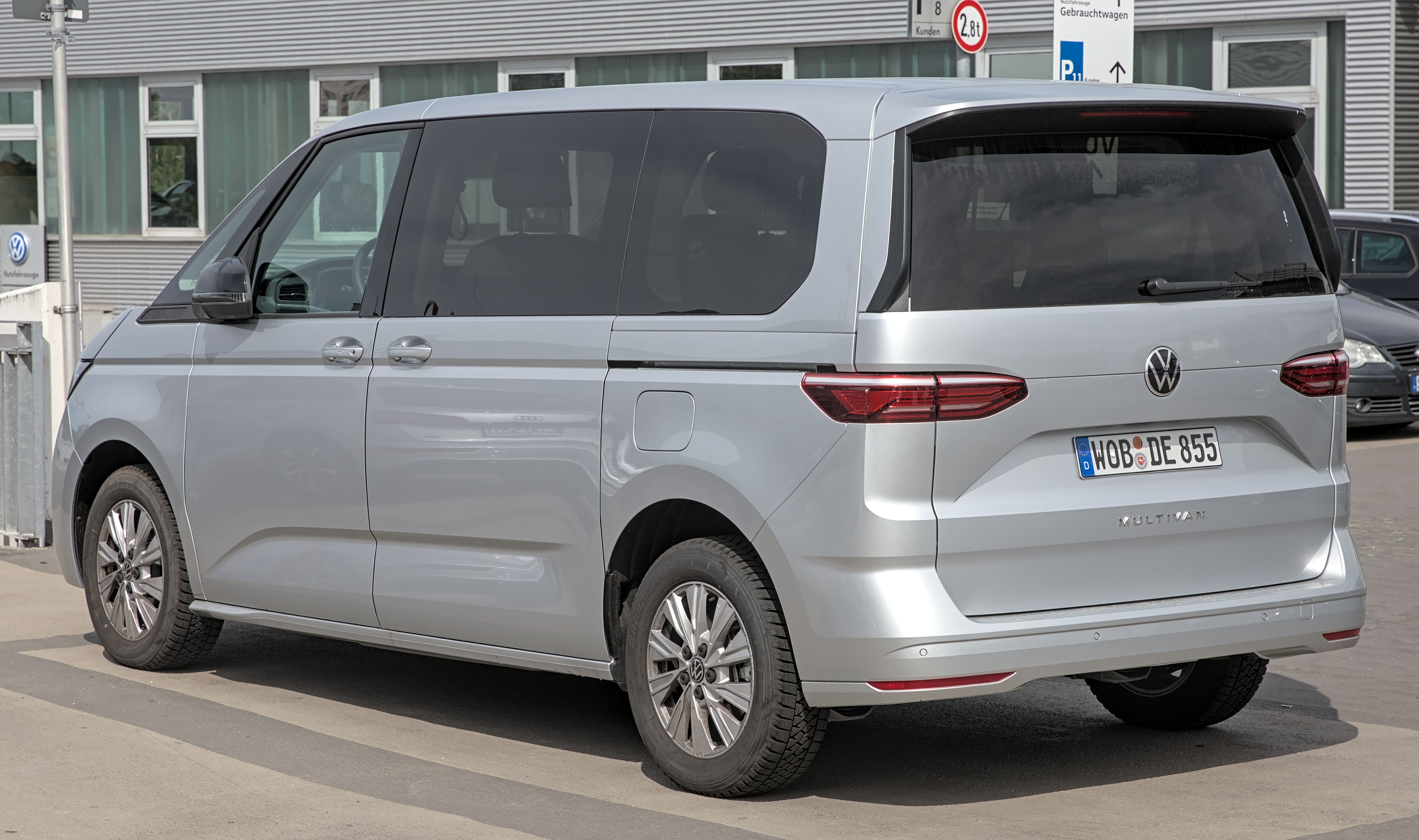
Volkswagen T7 Multivan

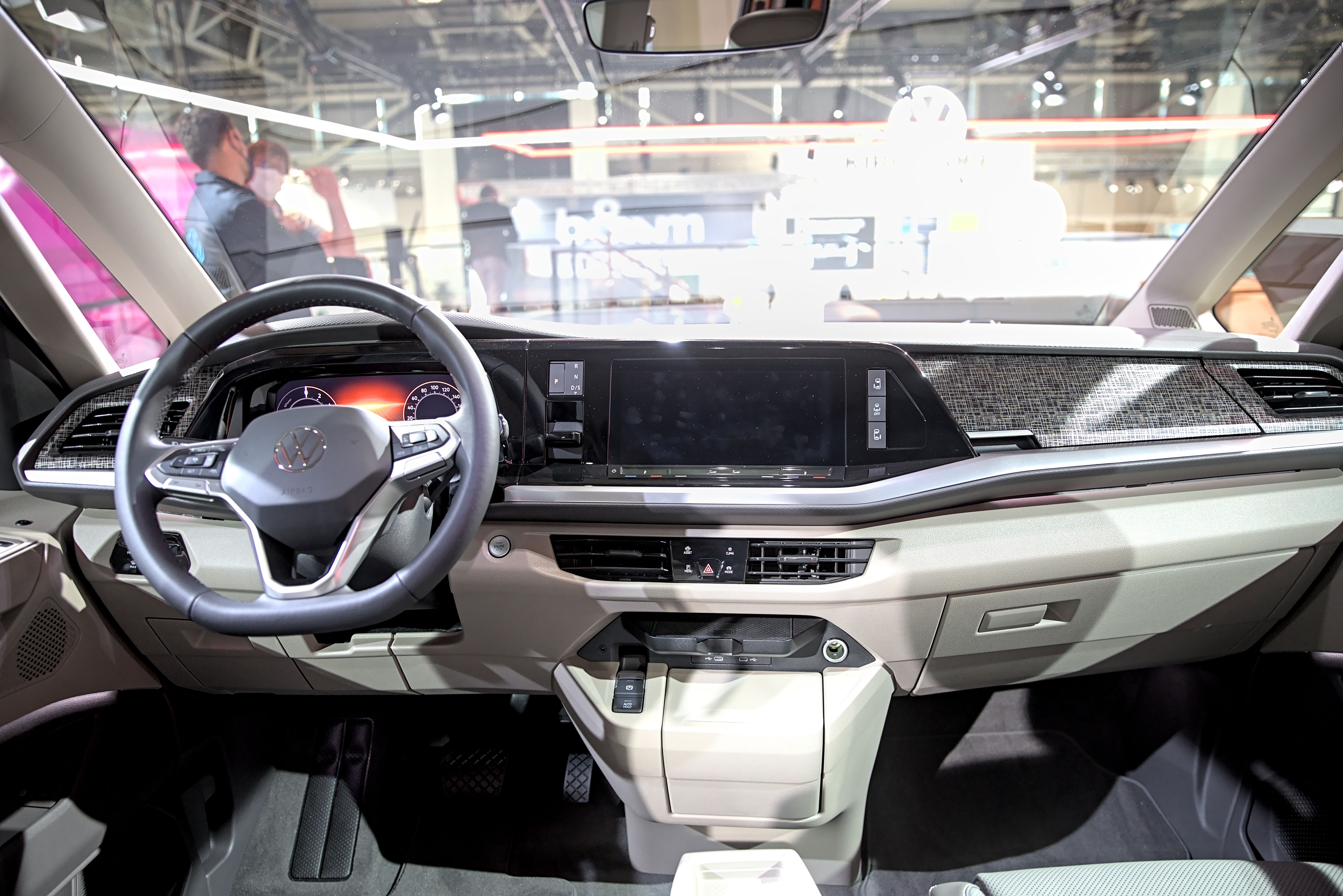

Доступно до 20 систем допомоги, система моніторингу зони «Front Assist» з функцією екстреного гальмування в місті, допомога при ухиленні з асистентом повороту, розпізнавання дорожніх знаків і система попередження про виїзд зі смуги руху «Lane Assist» є частиною стандартного обладнання. IQ.DRIVE Travel Assist забезпечує напівавтоматичне водіння зі швидкістю до 210 км/год. Як і у VW Golf VIII з трансмісією з подвійним зчепленням, перемикання передач здійснюється за допомогою важеля селектора без механічного з'єднання, який розташований на панелі приладів зліва від сенсорного екрану. Інші частини приладової панелі також взяті з Golf VIII, використовується модульна інформаційно-розважальна система третього покоління.
Задні сидіння — це індивідуальні сидіння, встановлені на рейках, які можна встановити обличчям назад і оснащені підігрівом сидінь. Для нижнього даху на його поздовжніх краях розмістили повітроводи кондиціонера, освітлення і подушки безпеки. Також за бажанням можна встановити панорамний скляний дах.
Багажник вміщує 469 літрів і до 4035 літрів зі знятими сидіннями.

### Безпека
Навесні 2022 року T7 Multivan пройшов перевірку безпеки автомобіля Euro NCAP. Він отримав п'ять зірок із п'яти можливих.
|                   | 2022              |
| — 89% (44.0 бали) | — 69% (37.3 бали) |
| — 87% (14.1 бали) | — 90% (34.2 бали) |

### Двигуни
- 1.5 TSI VW EA211 evo І4 136 к.с. 220 Нм
- 2.0 TSI VW EA888 І4 204 к.с. 320 Нм
- 1.4 eHybrid VW EA211 І4 218 к.с. 350 Нм
- 2.0 TDI VW EA288 evo І4 150 к.с. 360 Нм

### Комплектації
Комплектації Multivan починаються з варіанту Life. Стандартні функції включають: 16-дюймові легкосплавні диски, цифрову панель приладів та 10-дюймову інформаційно-розважальну систему. Варіант Style додає: IQ-light — світлодіодні матричні фари, навігаційна система Discover Media від Volkswagen, система допомоги при паркуванні, зсувні двері з електроприводом та 17-дюймові легкосплавні диски. Варіант Energetic включає те, що є в інших комплектаціях, але додає силовий агрегат PHEV, шестиступінчастий DCT, 18-дюймові колеса, панорамний скляний дах і преміальну звукову систему Harman Kardon з 14 динаміками з підсилювачем гучності потужністю 840 Вт. T7 має дванадцять колірних конфігурацій; Три з яких двоколірні, а решта — умовно просто пофарбовані.

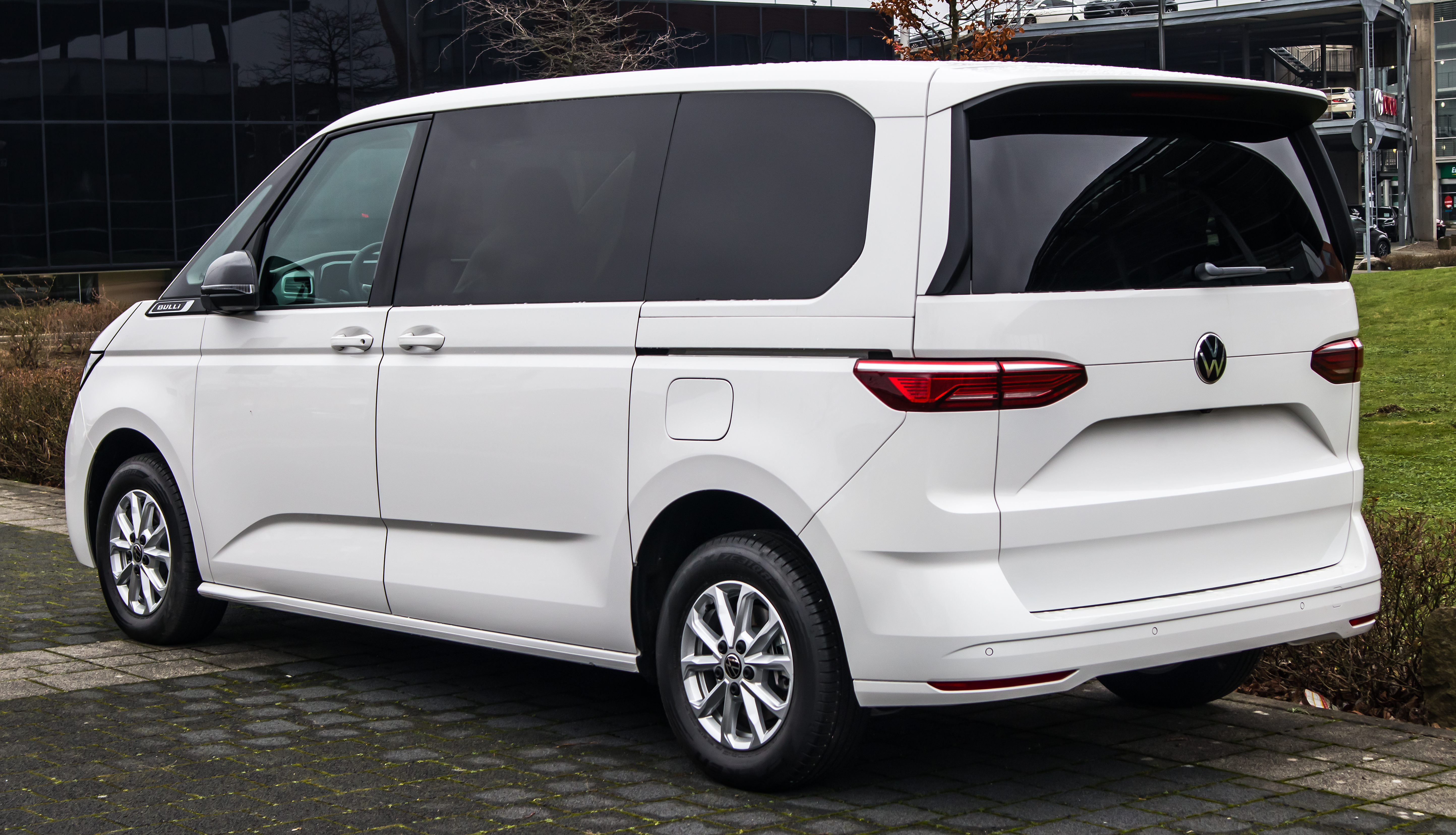
Multivan вид ззаду
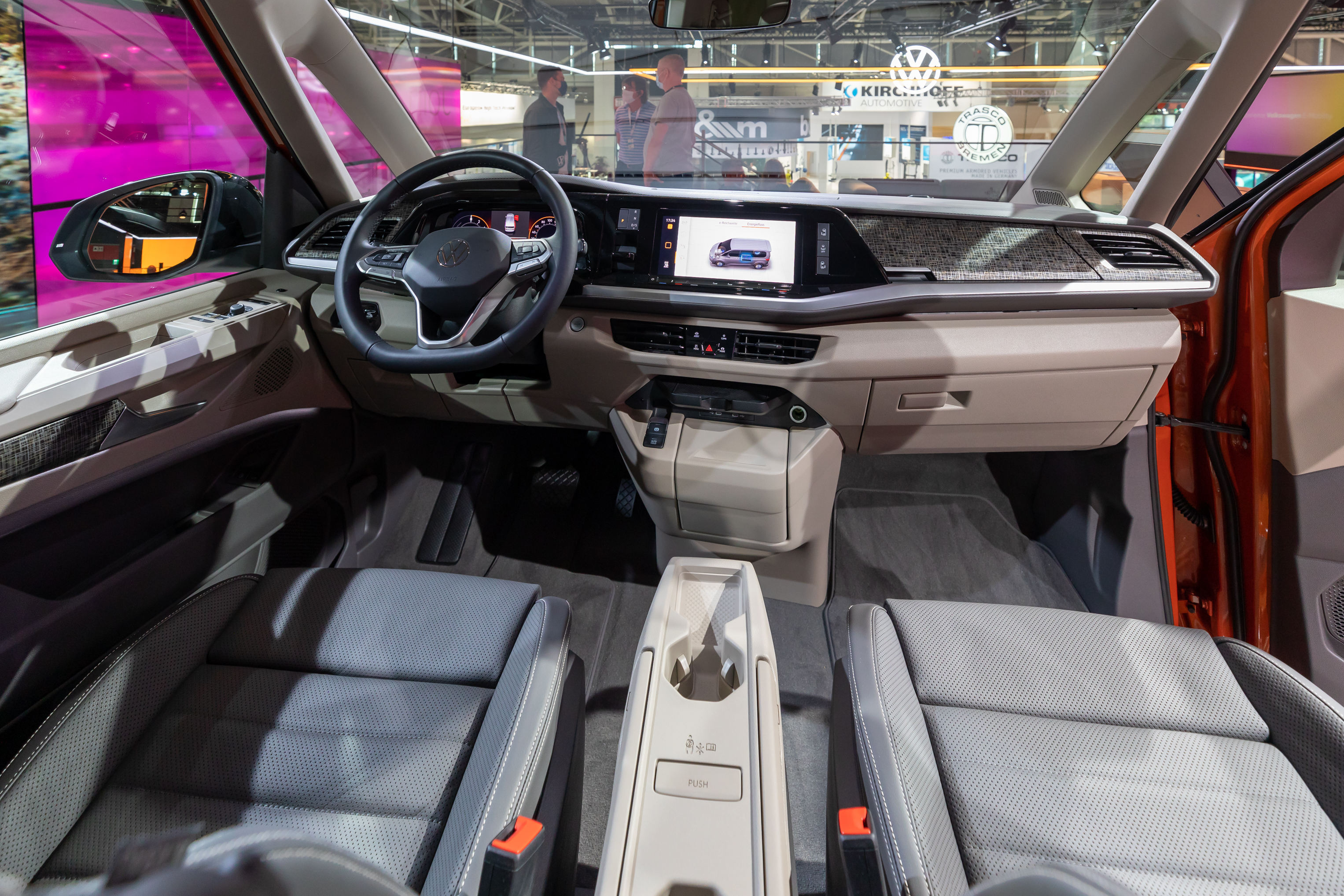
інтер'єр

### VW California (T7)
Сучасний VW California базується на VW T7 Multivan, як і Golf, Passat та інші транспортні засоби, що випускаються VW Group, базується на Modularer Querbaukasten (MQB) і також отримає гібридний привід, серед інших. Дуже цікавий концепт-кар під назвою «VW T7 California Concept» був представлений на Caravan Salon у Дюссельдорфі 25 серпня 2023 року. Особливими тут є значно довший кузов (5,17 метра замість колишніх 4,90 метра в T6 California) та другі зсувні двері (з боку водія), яких раніше не було в стандартному оснащенні попередніх VW California. Вихід на ринок VW T7 California відбувся у травні 2024 року.

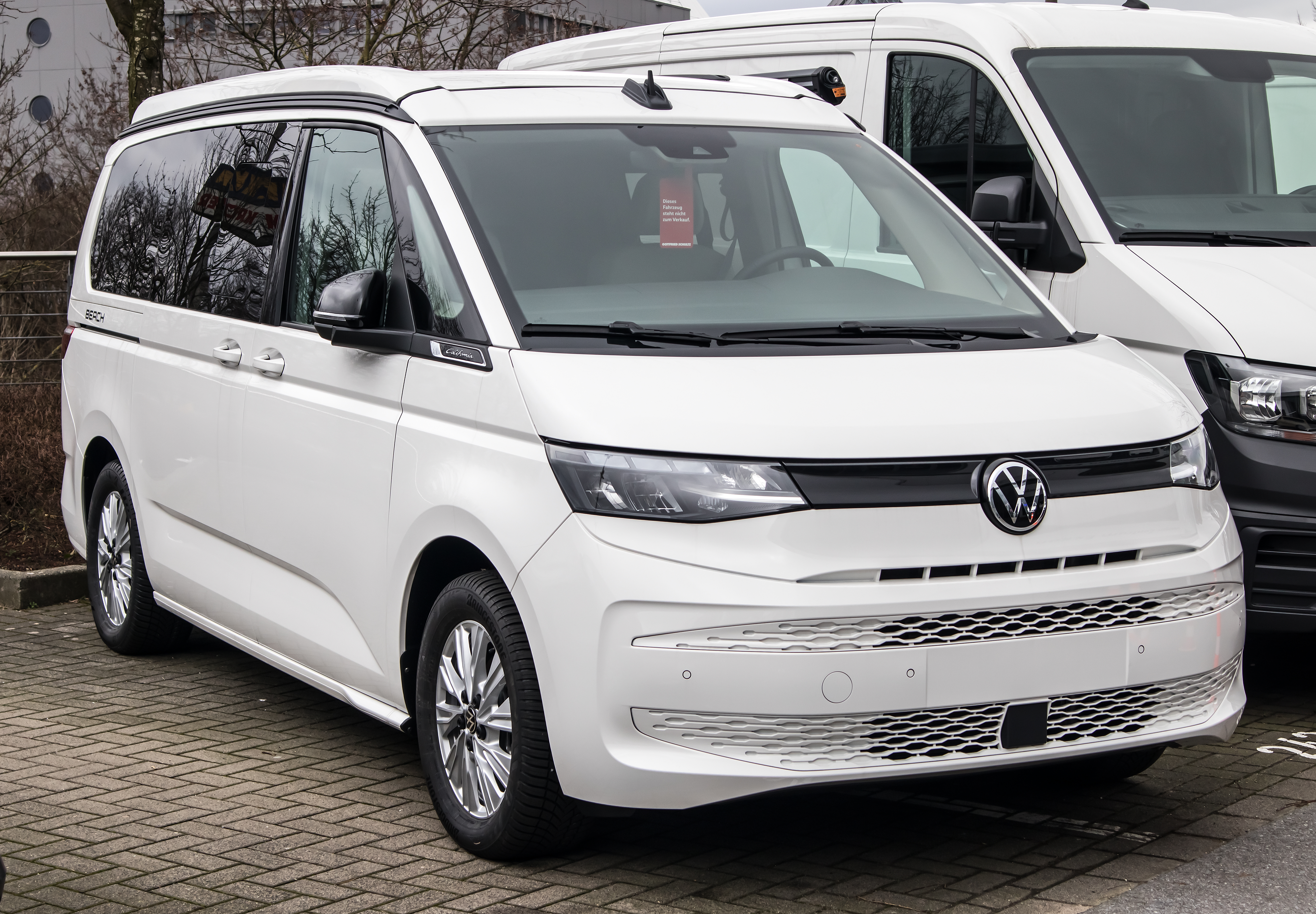
T7 California Beach (з 2024 року)
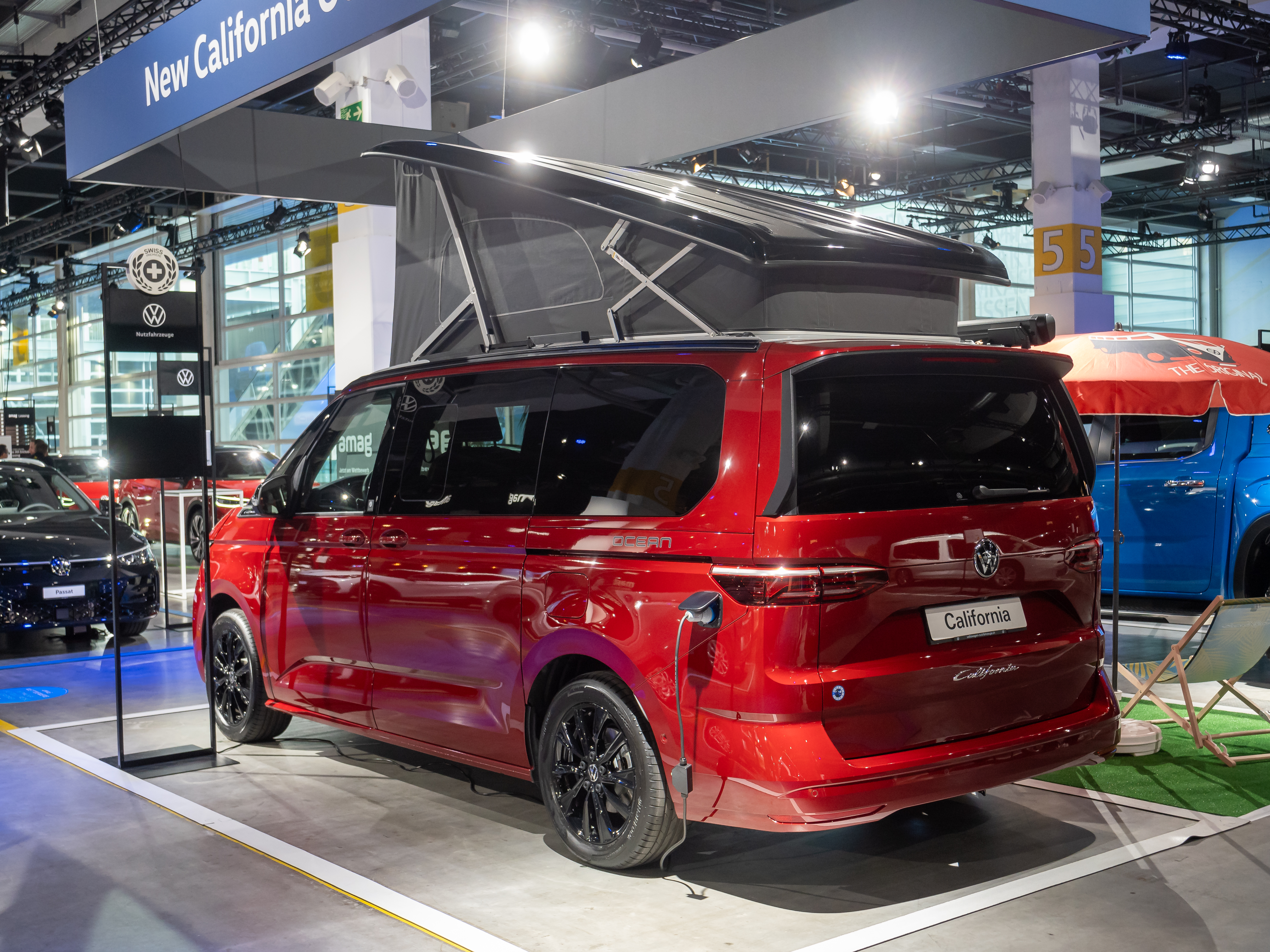
T7 California Ocean (вид ззаду)
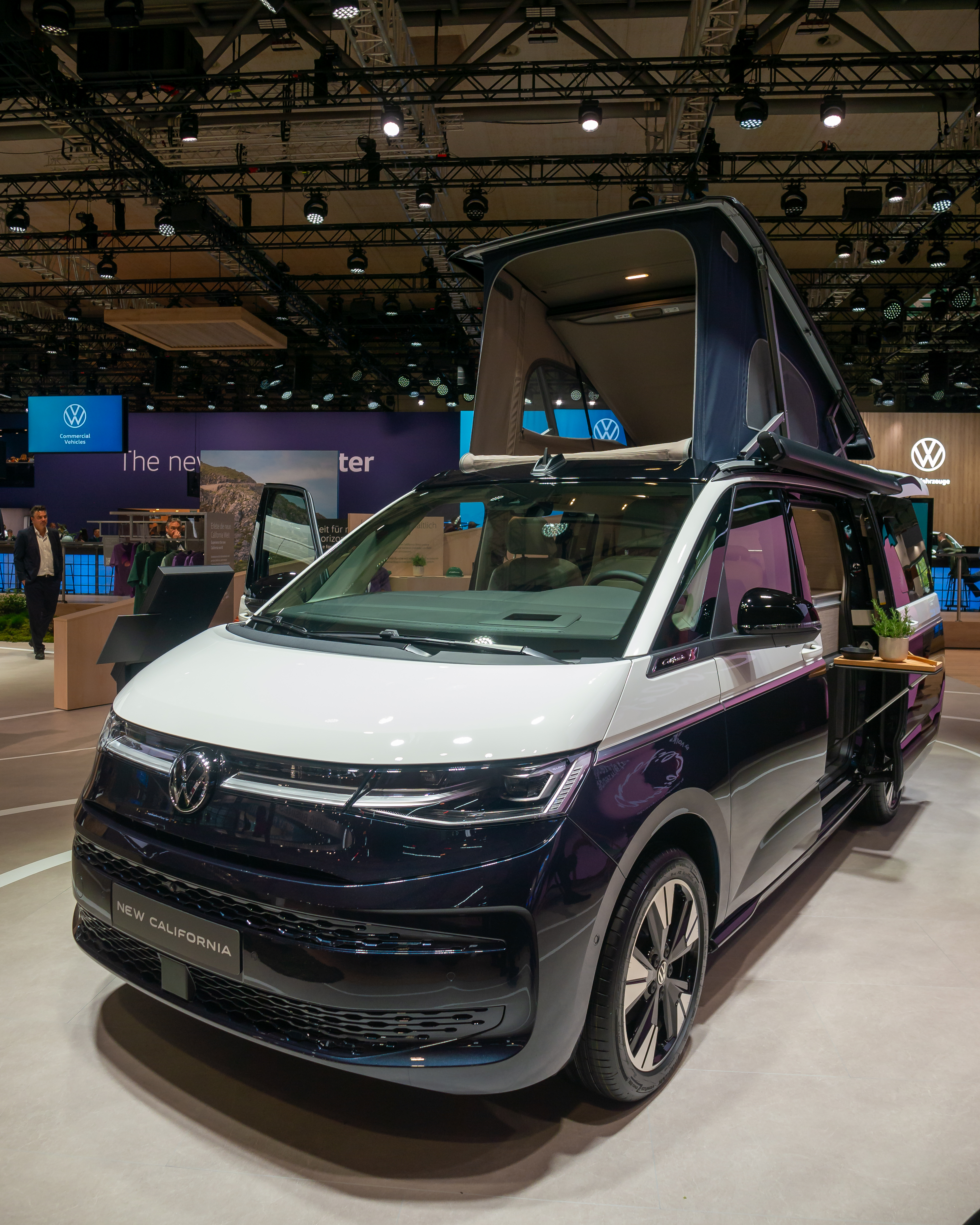
… з розсунутим дахом

## Transporter T7

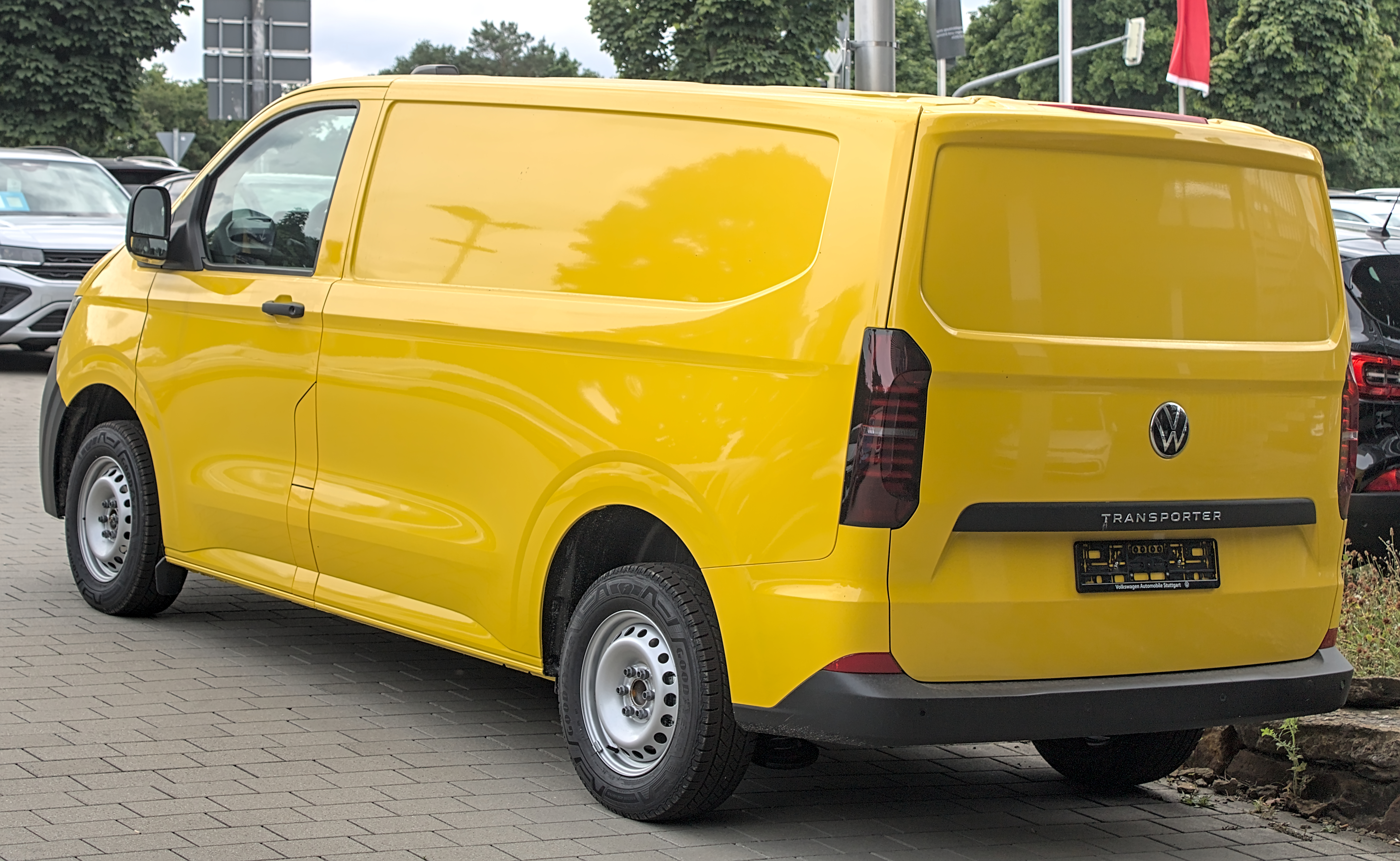
Volkswagen T7 Transporter

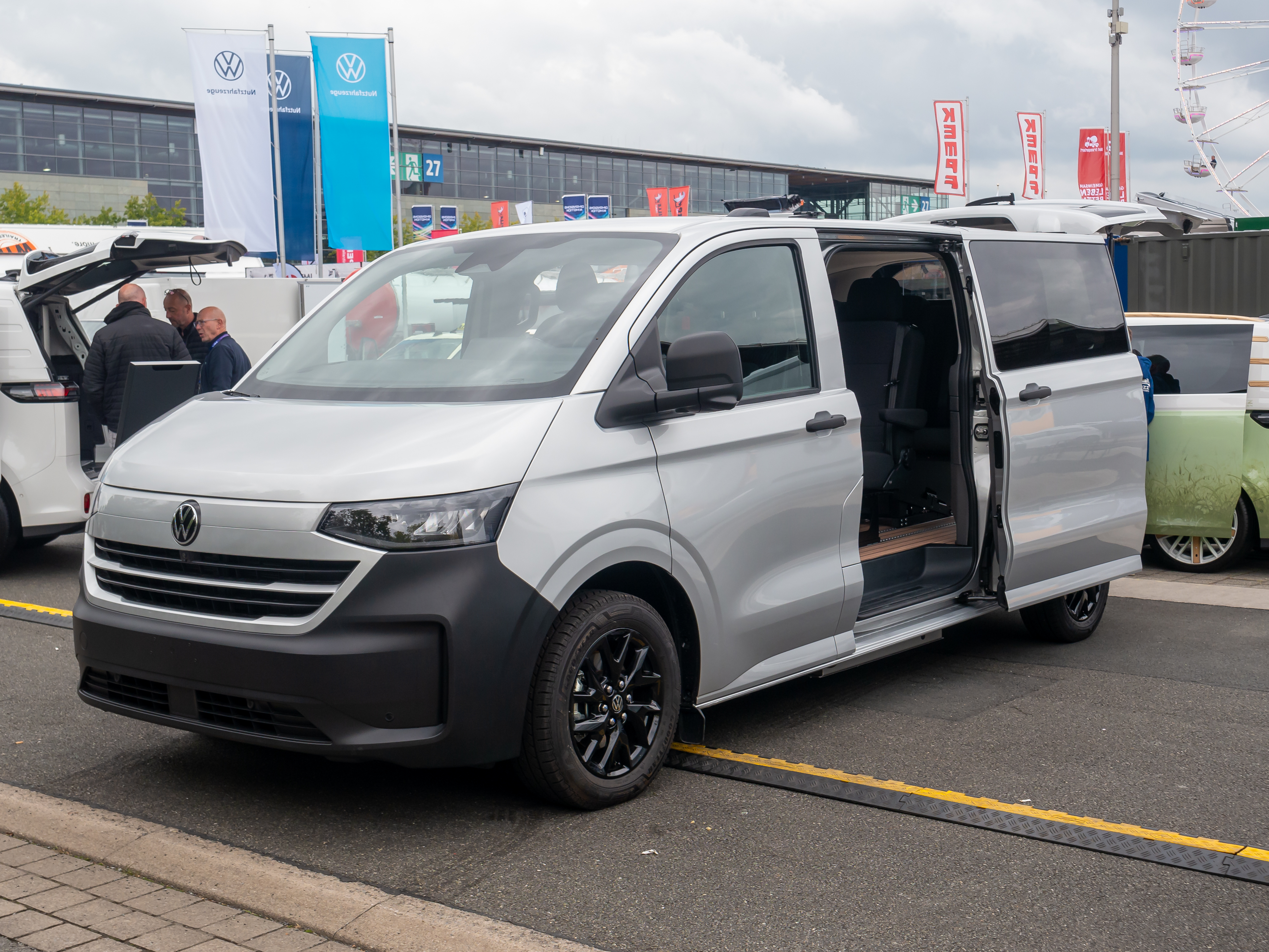
Volkswagen T7 Caravelle

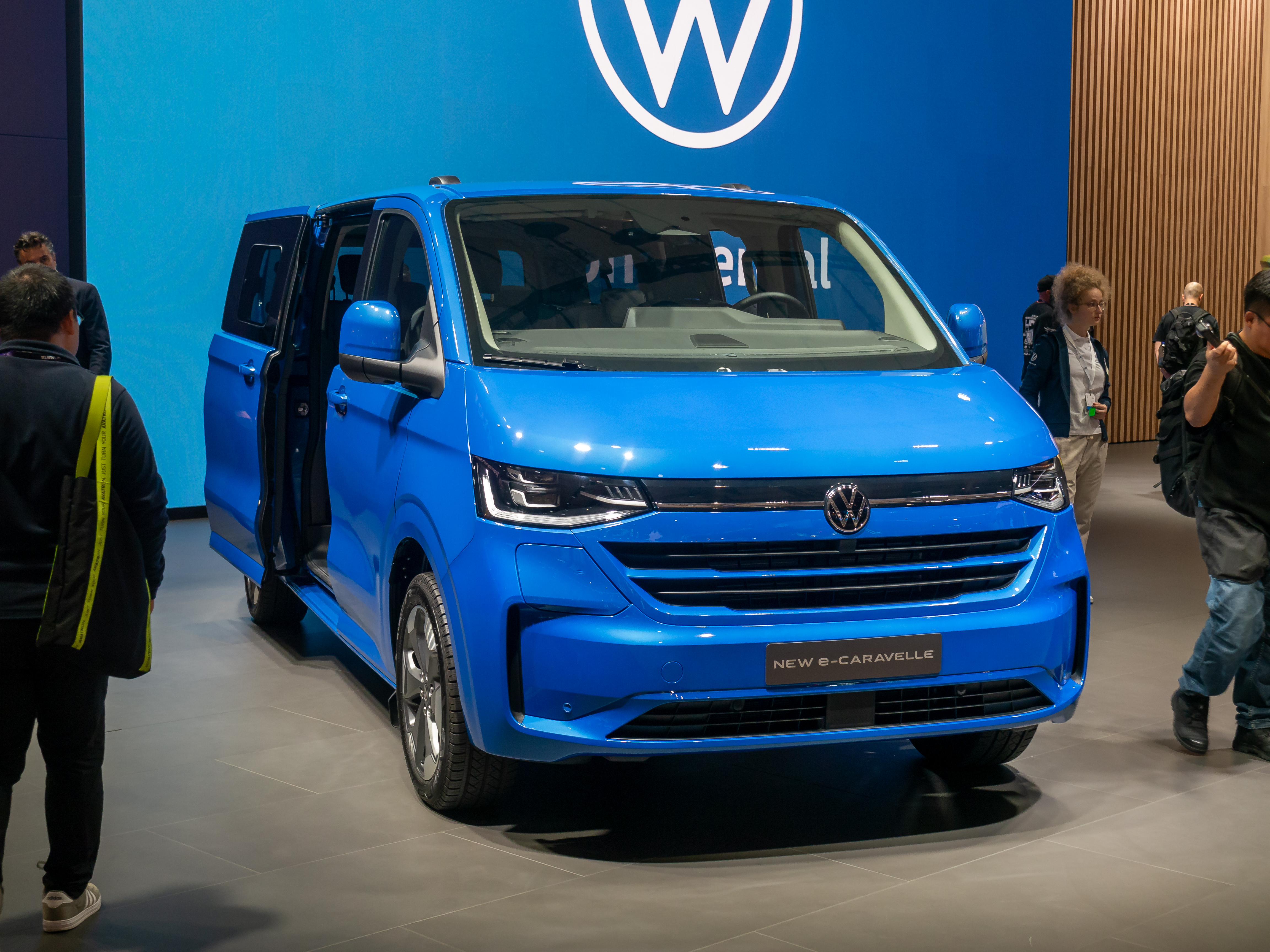
Volkswagen e-Caravelle

У другому кварталі 2024 року з'явиться Transporter T7, який отримав абсолютно нову архітектуру, розроблену Ford, і вперше запропонує опцію електроприводу. Надзвичайно популярний фургон, на який припадає дві третини продажів Volkswagen Commercial Vehicles (VWCV), є близнюком Ford Transit Custom і вироблятиметься на заводі Ford Otosan у Туреччині.
З моменту запуску Transporter знову буде доступний як дев'ятимісний Shuttle, дворядний Kombi, DoKa і вантажний фургон, а також як пасажирська версія Caravelle. Покупці зможуть обрати з двох варіантів довжини та висоти авто. Вперше Transporter не стане основою для кемпера California. Натомість ця модель створена на базі Multivan T7.

### Двигуни
Дизельні:
- 2.0 L TDI I4 109/134/148/168 к.с.

Hybrid:
- 2.5 L PHEV I4 222 к.с.

Електромобілі:
- електродвигун 130/210 к.с. 415 Нм акумулятор 74 кВт*год до 380 км запасу ходу (цикл WLTP)